# Jérôme David (graveur)
Jérôme David, aussi connu sous le nom de Hierosme David, est un graveur français né à Vaudoy-en-Brie en 1590 et décédé en 1670 à Rome. Il est le frère de Charles David (graveur) auprès duquel il s'est formé à Paris jusqu'en 1623 environ, date à laquelle il s'est installé à Rome où il fut actif jusqu'à sa mort. Il se spécialisa dans les portraits de figures historiques et la copie de grands maîtres.

## Biographie
Frère du graveur Charles David, Jérôme est originaire de Vaudoy-en-Brie en Seine-et-Marne actuelle, il est le fils d'André David, prévôt de Vaudoy-en-Brie, et de Michelle de Chenoy. Il a été actif à Paris, Lyon et Rome comme le permettent de déduire les dates d'édition de ses estampes et de différents livres parus à Paris et Lyon vers 1628  et dans la deuxième moitié du XVIIe siècle. En 1643, il demeure au château de Vincennes comme l'atteste son testament à leur frère "André David, laboureur aux Carrières du pont de Charenton".

## Œuvre

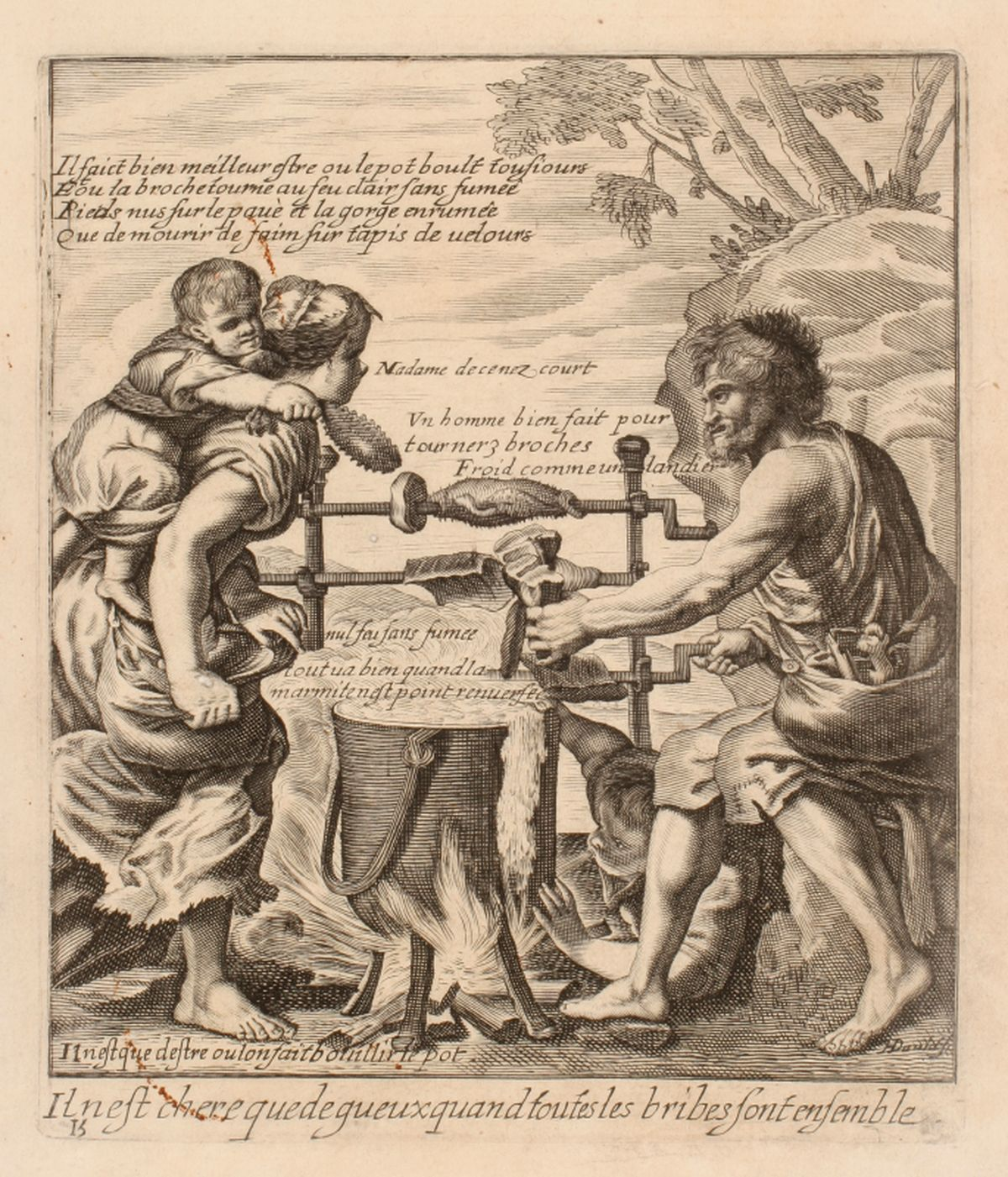
Il nest chere que de gueux quand toutes les bribes sont ensemble, Jérôme David, 1657-1663, estampe à l'eau-forte, 1/1, Musée des Beaux-Arts de Nancy, Inv. TH.99.15.3523

Jérôme David a réalisé des gravures à l'eau-forte et au burin et s'inspire de la manière de son frère Charles David. Il s'agit des techniques les plus employées par les graveurs français du XVIIe siècle en France. Comme celles de son frère Charles, les estampes de Jérôme David s'inscrivent dans le courant réaliste qui caractérise la gravure française sous le règne de Louis XIII. Entre autres, Jérôme David s'est illustré dans l'interprétation par la gravure d'œuvres de Claude Vignon et d'autres tableaux artistes contemporains comme Rembrandt, et le portrait d'artistes contemporains, comme Artemisia Gentileschi ou Giovanni Battista Soria. D'après les inventaires d'œuvres de l'artiste, Jérôme David a également traité des sujets théologiques, religieux et historiques.
Toutefois, il est difficile de distinguer les œuvres signées par Jérôme David sous le nom H. Hierosme David de celles d'un autre graveur actif à Rouen en 1653, Henry David. L'inventaire du fonds français réalisé par la Bibliothèque nationale de France recense 546 estampes par Jérôme David, et souligne le fait qu'il se distingua comme portraitiste malgré un style fruste et d'un burin sec ou anguleux qui se modifia vers la fin de sa carrière. Son monogramme et sa signature comportent une combinaison de H et D et parfois du F de fecit.
Parmi les sujets que de Jérôme David a traité par la gravure on peut citer :
- Adam et Eve hors du paradis terrestre
- La sainte Vierge, l’enfant Jésus, St Jean et deux Anges
- Le Christ couronné d’épines, d'après Albrecht Dürer
- Ecce homo d'après le Guerchin
- L’assomption, d'après Camillo Procaccini
- La Vierge au rosaire, d'après Guido Reni
- St Sébastien percé de flèches et attaché à une colonne, d'après Giorgione (une partie du fond de cette estampe a été gravée par Abraham Bosse)[3]
- Sainte Hélène trouvant la sainte Croix, d'après Paolo Farinati
- Charles Ier d’Angleterre, portrait équestre
- Henriette-Marie reine d’Angleterre, portrait équestre
- Anne reine de France, portrait équestre
- Cardinal de Richelieu
- Nombreuses têtes de philosophes rembranesques
- Vues de Rome (églises et tombeaux) d'après Giovanni Battista Montano

## Galerie

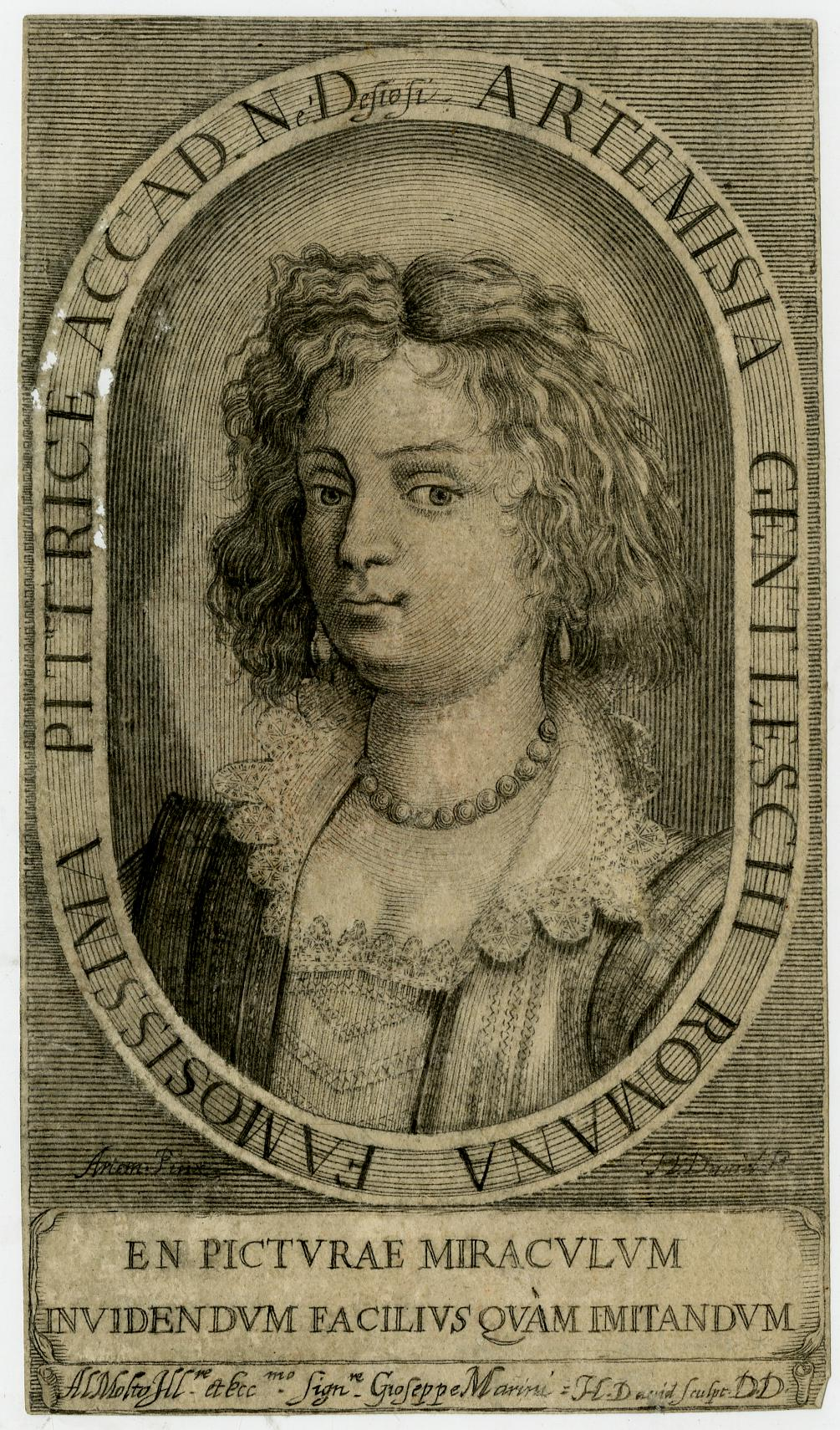
Artemisia Gentileschi Romana Famosissima Pittrice Accad., 1628, British Museum.
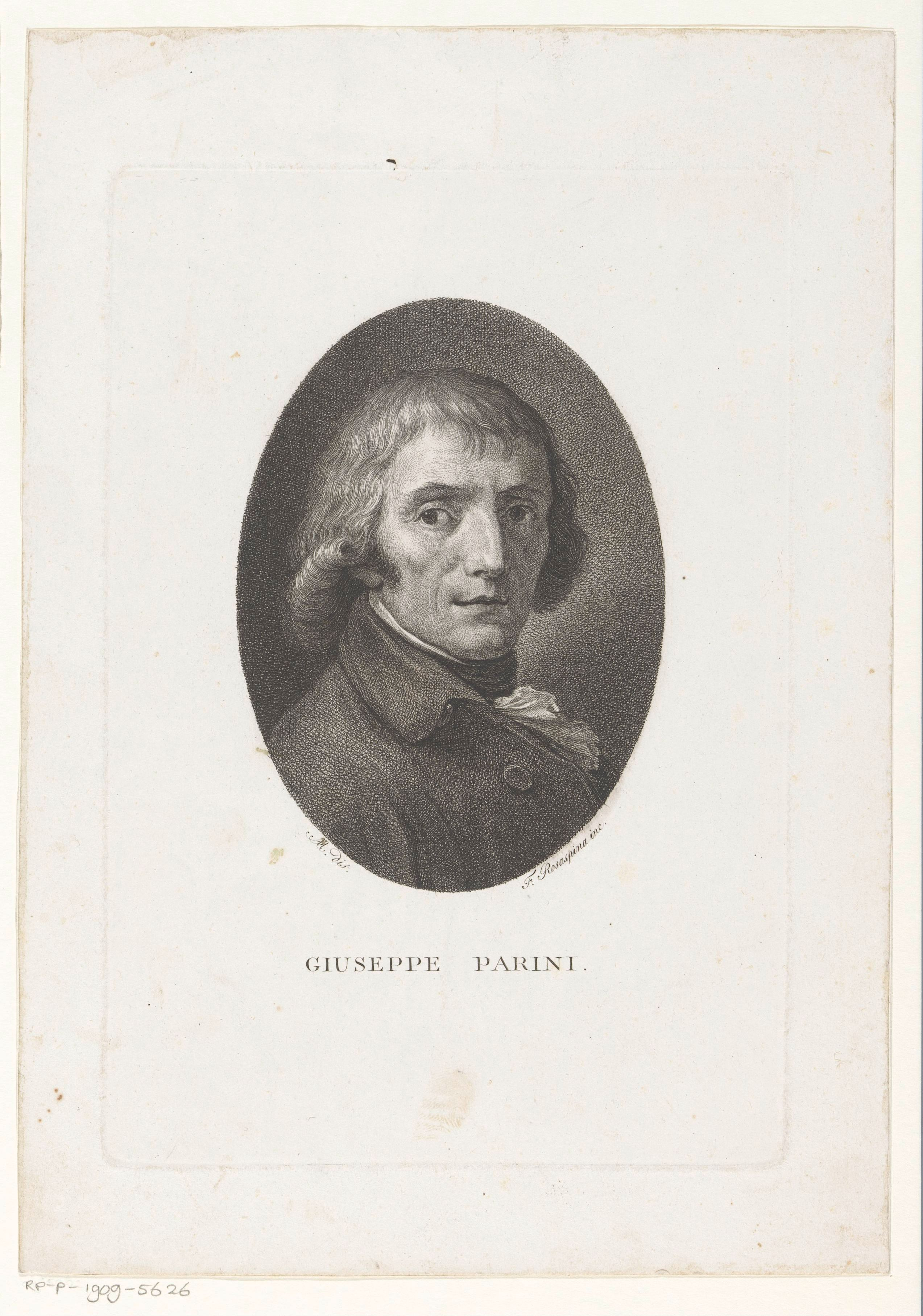
Portrait de Giovanni Battista Soria à 42 ans, 1624, estampe à l'eau-forte, Rijksmuseum Amsterdam.
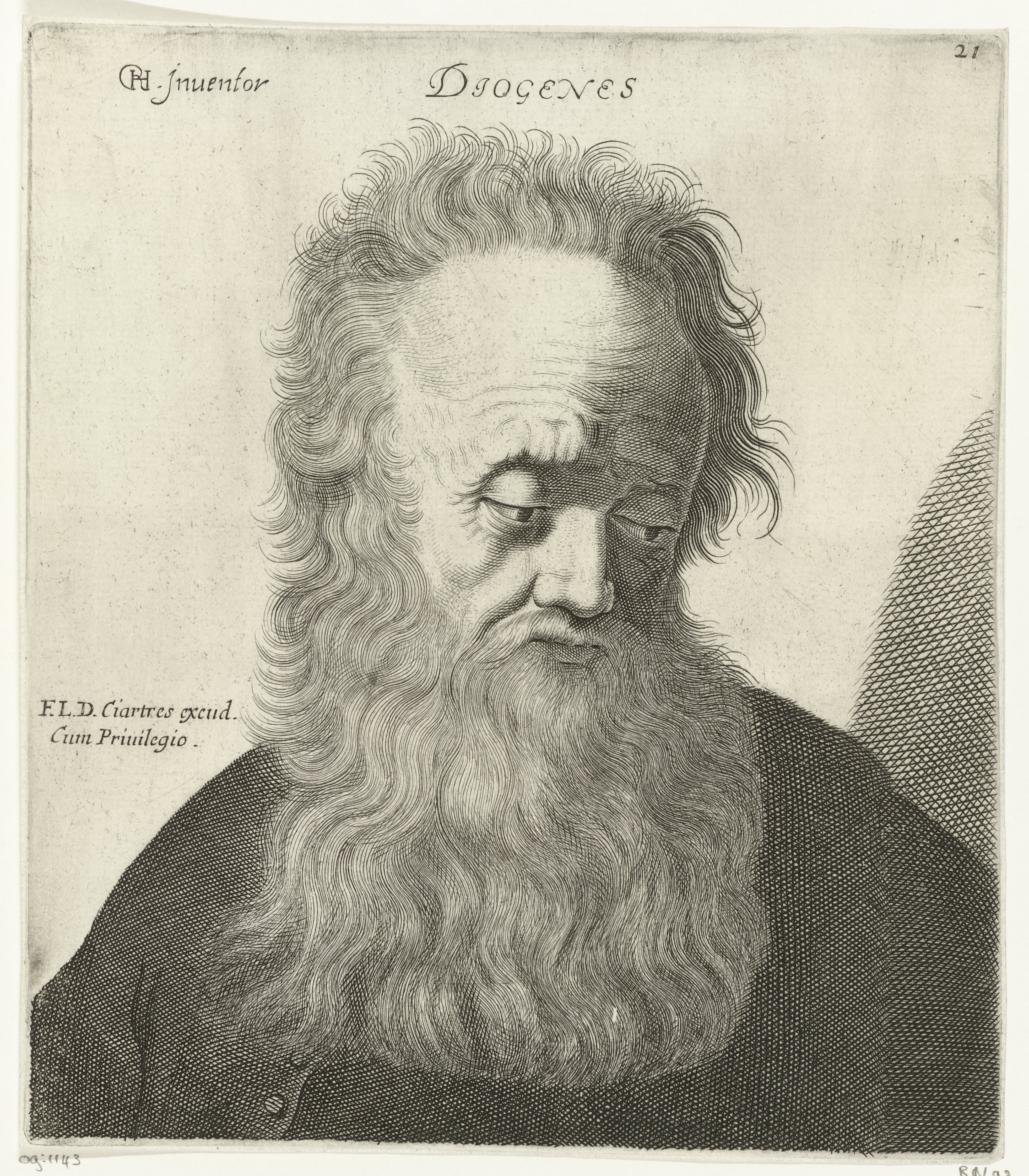
Portrait de Diogène ou buste de Philosophe, estampe à l'eau-forte, Rijksmuseum Amsterdam.
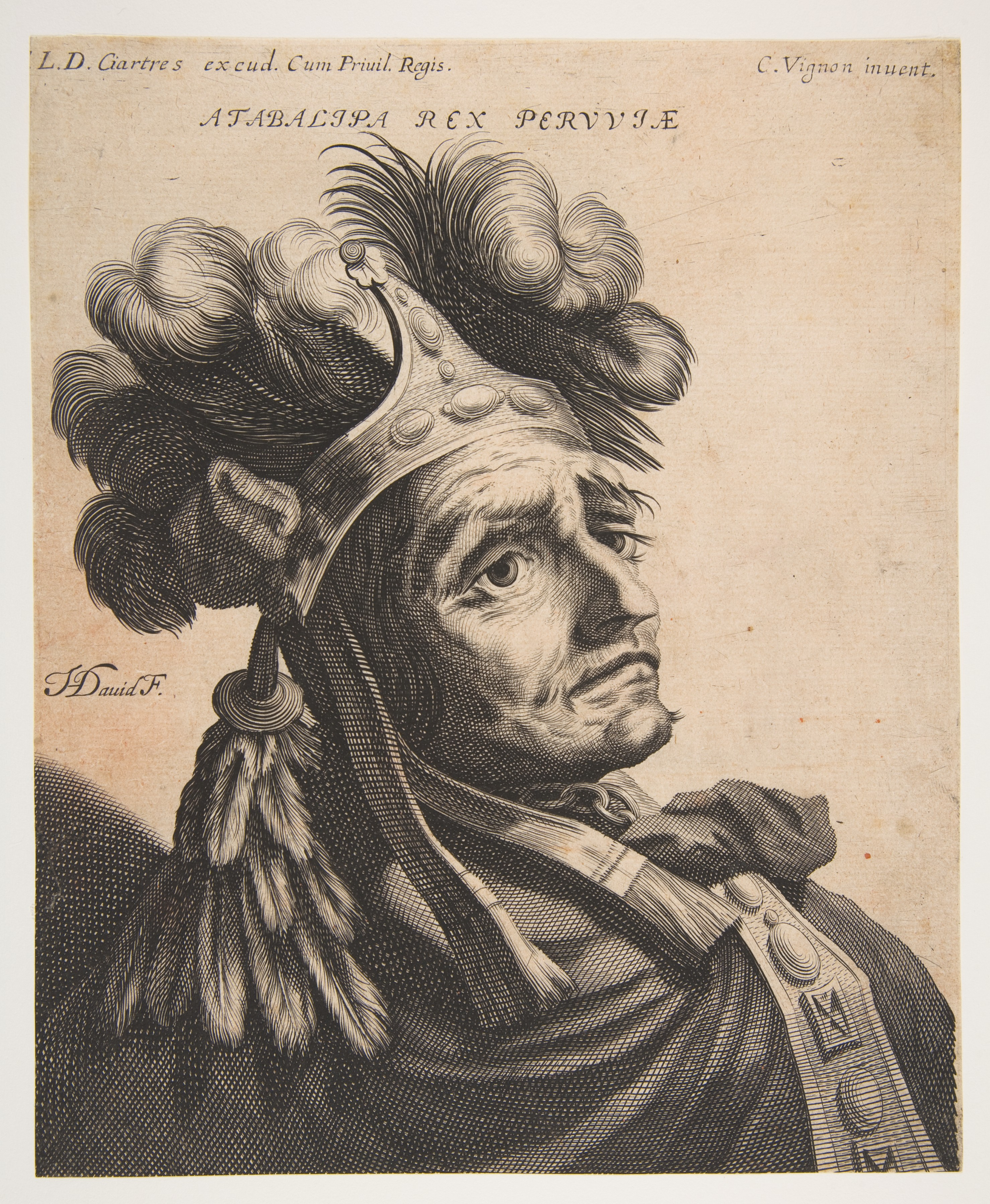
Atabalipa, Roi du Pérou, d'après Claude Vignon, 1634-1637, estampe à l'eau-forte, Metropolitan Museum of Art.
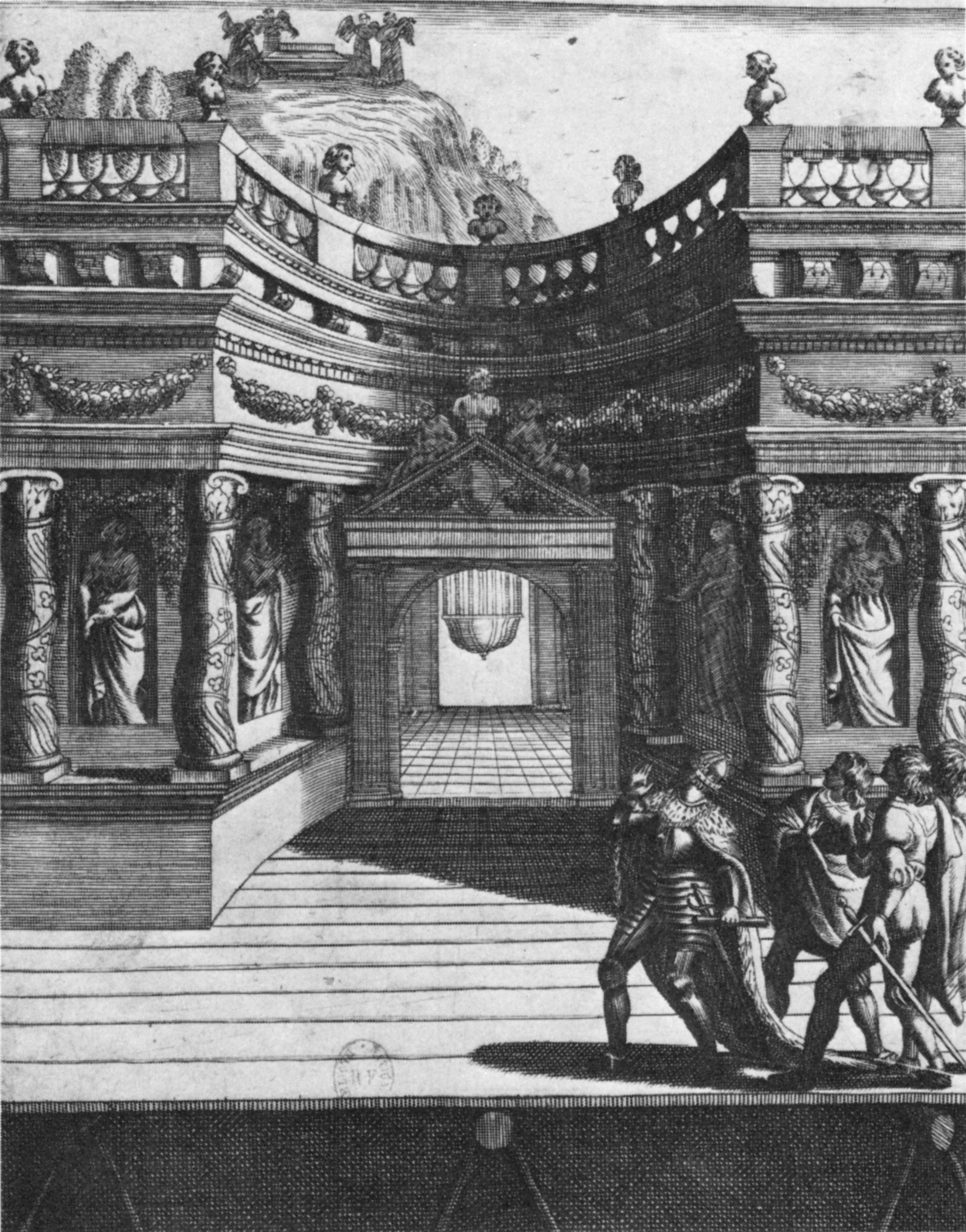
Scène de l'Acte V de Le Martyre de Sainte Catherine, pièce de théâtre de Jean Puget de la Serre jouée pour la première fois en 1643 à l'Hôtel de Bourgogne, 1643, estampe à l'eau-forte